# Castanopsis argentea
Castanopsis argentea ist eine in Südostasien vorkommende Baumart aus der Familie der Buchengewächse (Fagaceae). Die Art gilt als gefährdet.

## Merkmale
Castanopsis argentea ist ein immergrüner bis etwa 30 Meter hoher Baum. Der Stammdurchmesser erreicht bis über 65 Zentimeter.
Die leicht ledrigen Laubblätter sind kurz gestielt. Die meist kahlen, unterseits helleren Blätter sind eiförmig bis verkehrt-eiförmig, ganzrandig und spitz bis zugespitzt. Es sind kleine Nebenblätter vorhanden.
Die kleinen, 4–5 Zentimeter großen Fruchtbecher (Cupulae) sind mit verzweigten Stacheln besetzt. Die an der Basis behaarten Stacheln bedecken die ganze Oberfläche des Fruchtbechers. Sie sind aufrecht und zugespitzt. Ein Fruchtbecher enthält ein bis vier Nüsse, die oval oder etwas abgeflacht sind. Die behaarten Nüsse sind bis 2,5 mal 1,5 Zentimeter groß. Der Fruchtstiel ist bis zu 1,5 Zentimeter lang.
Blütezeit ist Januar bis Dezember, meist März bis April. Die Fruchtreife erfolgt von Februar bis November, meist Mai bis Juli.

## Verbreitung und Standorte
Die Art kommt in Thailand, Myanmar, Malaysia und Indonesien vor. Sie wächst in immergrünen Hügel-Wäldern, in Kiefern-Dipterocarpus-Wäldern und gemischten laubwerfenden Wäldern und Savannen in 50 bis 1680 m Seehöhe, meist 900 bis 1100 m.

## Verwendung
Die Samen sind essbar.

## Belege
- Annals of the Royal Botanic Garden, Calcutta. Vol. II, 1889, S. 98 f, online auf biodiversitylibrary.org.
- Chamlong Phengklai: A synoptic account of the Fagaceae of Thailand. In: Thai Forest Bulletin. 2006, Band 34, S. 53–175.
- Aisyah Handayani, Syafitri Hidayati: Castanopsis argentea (Blume) A. DC. Fagaceae. In: F. Franco: Ethnobotany of the Mountain Regions of Southeast Asia. Ethnobotany of Mountain Regions. Springer, 2020, ISBN 978-3-030-14116-5, doi:10.1007/978-3-030-14116-5_8-1.
- Castanopsis argentea in der Roten Liste gefährdeter Arten der IUCN 2018. Eingestellt von: M. Barstow, K. Kartawinata, 2017. Abgerufen am 13. April 2024.